# Shake It Off (Taylor-Swift-Lied)
Shake It Off (deutsch Schüttel es ab) ist ein Lied der US-amerikanischen Singer-Songwriterin Taylor Swift, das im Jahr 2014 als erste Single-Auskopplung des Albums 1989 erschien. Es wurde am 18. August 2014 als Musik-Download und in Deutschland am 10. Oktober 2014 als CD-Single von der Universal Music Group veröffentlicht.
Geschrieben wurde das Lied von Swift, Max Martin und Shellback. Das dazugehörige Musikvideo wurde am selben Tag wie der Download veröffentlicht und ist auf YouTube seitdem über drei Milliarden Mal aufgerufen worden. Mit 1989 (Taylor’s Version) erschien im Oktober 2023 eine Neuaufnahme des Liedes.
Swift präsentierte Shake It Off zum ersten Mal live bei den MTV Video Music Awards 2014 am 24. August 2014.
Sie führte den Song ebenso beim Deutschen Radiopreis am 4. September 2014 und beim iHeartRadio Music Festival am 19. September 2014 live auf.
In der Silvesternacht 2014 sang Taylor Swift Shake lt Off zusammen mit Welcome to New York vor rund einer Million Menschen am New Yorker Times Square.
Das Werk erhielt überwiegend positive Kritiken. Das Video hingegen rief ein geteiltes Echo hervor. Swift wurde aufgrund der als stereotypisch empfundenen Darstellung von Twerking Rassismus gegenüber Schwarzen Menschen vorgeworfen. Dieser Kritik wurde jedoch auch widersprochen.
Shake It Off debütierte in den Billboard Hot 100 in der Woche vom 6. September 2014 und wurde Swifts zweite Nummer-eins-Single in den Vereinigten Staaten.
Der Song gewann die Kategorie Favorite Song bei den People’s Choice Awards 2015 und erhielt Nominierungen in den Kategorien Record of the Year, Song of the Year und Best Pop Solo Performance bei den Grammy Awards 2015.
Shake It Off war der Titelsong der ProSieben-Fernsehsendung The Big Surprise – Dein schönster Albtraum.

## Titelliste
deutsche Single-CD
1. Shake It Off – 3:39
2. Shake It Off (Video) – 4:02

## Kommerzieller Erfolg

### Chartplatzierungen
| ChartsChartplatzierungen       | Höchstplatzierung | Wochen |
| ------------------------------ | ----------------- | ------ |
| Deutschland (GfK)              | 5 (40 Wo.)        | 40     |
| Österreich (Ö3)                | 6 (31 Wo.)        | 31     |
| Schweiz (IFPI)                 | 7 (35 Wo.)        | 35     |
| Vereinigte Staaten (Billboard) | 1 (50 Wo.)        | 50     |
| Vereinigtes Königreich (OCC)   | 2 (55 Wo.)        | 55     |

| ChartsJahrescharts (2014)      | Platzierung |
| ------------------------------ | ----------- |
| Deutschland (GfK)              | 39          |
| Österreich (Ö3)                | 58          |
| Schweiz (IFPI)                 | 49          |
| Vereinigte Staaten (Billboard) | 13          |
| Vereinigtes Königreich (OCC)   | 14          |

| ChartsJahrescharts (2015)      | Platzierung |
| ------------------------------ | ----------- |
| Vereinigte Staaten (Billboard) | 18          |

| ChartsJahrescharts (2010–2019) | Platzierung |
| ------------------------------ | ----------- |
| Vereinigte Staaten (Billboard) | 34          |
| Vereinigtes Königreich (OCC)   | 76          |

### Auszeichnungen für Musikverkäufe
| Land/Region                  | Auszeichnungen für Musikverkäufe (Land/Region, Auszeichnung, Verkäufe) | Verkäufe   |
| ---------------------------- | ---------------------------------------------------------------------- | ---------- |
| Australien (ARIA)            | 18× Platin                                                             | 1.260.000  |
| Belgien (BRMA)               | Gold                                                                   | 20.000     |
| Brasilien (PMB)              | 3× Diamant                                                             | 750.000    |
| Dänemark (IFPI)              | Platin                                                                 | 90.000     |
| Deutschland (BVMI)           | 3× Gold                                                                | 900.000    |
| Frankreich (SNEP)            | —                                                                      | 62.800     |
| Italien (FIMI)               | 2× Platin                                                              | 200.000    |
| Japan (RIAJ)                 | 3× Platin                                                              | 750.000    |
| Kanada (MC)                  | 6× Platin                                                              | 480.000    |
| Mexiko (AMPROFON)            | Gold                                                                   | 30.000     |
| Neuseeland (RMNZ)            | 6× Platin                                                              | 180.000    |
| Norwegen (IFPI)              | 2× Platin                                                              | 120.000    |
| Österreich (IFPI)            | 2× Platin                                                              | 60.000     |
| Portugal (AFP)               | 2× Platin                                                              | 20.000     |
| Schweden (IFPI)              | Platin                                                                 | 40.000     |
| Schweiz (IFPI)               | Platin                                                                 | 30.000     |
| Spanien (Promusicae)         | 2× Platin                                                              | 120.000    |
| Vereinigte Staaten (RIAA)    | Diamant                                                                | 10.000.000 |
| Vereinigtes Königreich (BPI) | 5× Platin                                                              | 3.000.000  |
| Insgesamt                    | 3× Gold · 52× Platin · 4× Diamant ·                                    | 18.112.800 |

Hauptartikel: Taylor Swift/Auszeichnungen für Musikverkäufe/Lieder

## Shake It Off (Taylor’s Version)
Am 27. Oktober 2023 veröffentlichte Swift eine Neueinspielung auf ihrem Album 1989 (Taylor’s Version).
Chartplatzierungen
| ChartsChartplatzierungen       | Höchstplatzierung | Wochen |
| ------------------------------ | ----------------- | ------ |
| Vereinigte Staaten (Billboard) | 28 (2 Wo.)        | 2      |

Auszeichnungen für Musikverkäufe

| Land/Region                  | Auszeichnungen für Musikverkäufe (Land/Region, Auszeichnung, Verkäufe) | Verkäufe |
| ---------------------------- | ---------------------------------------------------------------------- | -------- |
| Australien (ARIA)            | Gold                                                                   | 35.000   |
| Brasilien (PMB)              | Gold                                                                   | 20.000   |
| Neuseeland (RMNZ)            | Gold                                                                   | 15.000   |
| Vereinigtes Königreich (BPI) | Silber                                                                 | 200.000  |
| Insgesamt                    | 1× Silber · 3× Gold ·                                                  | 270.000  |

Hauptartikel: Taylor Swift/Auszeichnungen für Musikverkäufe/Lieder

## Coverversionen und Parodien
Ryan Adams spielte das Lied für sein 2015 veröffentlichtes Coveralbum 1989 ein.
Beachtung fand die Coverversion des Liedes durch The Hillywood Show (Hannah und Hilly Hindi) 2015, das neben einer Parodie auf das Musikvideo von Swift auch eine Hommage an die populäre Fernsehserie Supernatural darstellt. Das Lied wurde dabei von der Band Twenty One Two eingespielt und der Text leicht verändert, um ihn der Serie anzupassen. Bis Mai 2018 wies dieses Musikvideo allein auf YouTube mehr als 16 Millionen Aufrufe auf, wobei darin auch viele Hauptdarsteller aus Supernatural, wie Jensen Ackles, Jared Padalecki oder Misha Collins mitwirkten.
Große mediale Aufmerksamkeit erhielt auch das vom Dover Police Department ins Internet gestellte Video, in dem Polizist Jeff Davis am Steuer seiner Polizeiwagens zum Lied singt. Das Video wurde auf YouTube mehr als 46 Millionen Mal abgerufen. Das Lied wurde ebenfalls in der Serie The Middle verwendet.
Parodiert wurde das Lied zudem 2016 von der österreichischen Punkrock-Band Turbobier als Sauf i aus.
Die bayerische Band DeSchoWieda veröffentlichte 2016 eine Parodie unter dem Titel Lach amoi.